# Radhanagar
Radhanagar (alternativt Radhanagore, bengali: রাধানগর) är en by i den indiska delstaten Västbengalen, och tillhör distriktet Hugli. Byn är födelseplats för reformatorn Rama Mohana Raya.